# روبرت ديوار (دبلوماسي)
روبرت ديوار (بالإنجليزية: Robert Dewar)‏ هو دبلوماسي بريطاني، ولد في 10 يونيو 1949.